# 다카하시 하나
다카하시 하나(일본어: 高橋 はな, 2000년 2월 19일 ~ )는 일본의 여자 축구 선수이다.

## 국가대표팀 경력
2016년 FIFA U-17 여자 월드컵 준우승, 2018년 FIFA U-20 여자 월드컵 우승에 기여했다.
그녀는 2019년 10월 6일 캐나다과의 경기에서 일본 국가대표팀에 데뷔했다. 2022년 AFC 여자 아시안컵 4강, 2022년 EAFF E-1 풋볼 챔피언십 우승. 2023년 FIFA 여자 월드컵, 2024년 하계 올림픽에도 출전했다. 2025년 EAFF E-1 풋볼 챔피언십에도 출전했다.

## 통계
| 일본 | 일본 | 일본 |
| 연도 | 출전 | 득점 |
| ---- | ---- | ---- |
| 2019 | 1    | 0    |
| 2020 | 0    | 0    |
| 2021 | 4    | 0    |
| 2022 | 9    | 1    |
| 2023 | 8    | 1    |
| 2024 | 9    | 1    |
| 통산 | 31   | 3    |